# Bâtiment de l'école grecque de Novi Sad
Le bâtiment de l'école grecque (en serbe cyrillique : Зграда Грчке школе ; en serbe latin : Zgrada Grčke škole) est situé à Novi Sad, la capitale de la province autonome de Voïvodine, en Serbie. Construit en 1769, il est inscrit sur la liste des monuments culturels protégés de la république de Serbie (identifiant n° SK 1516).

## Présentation

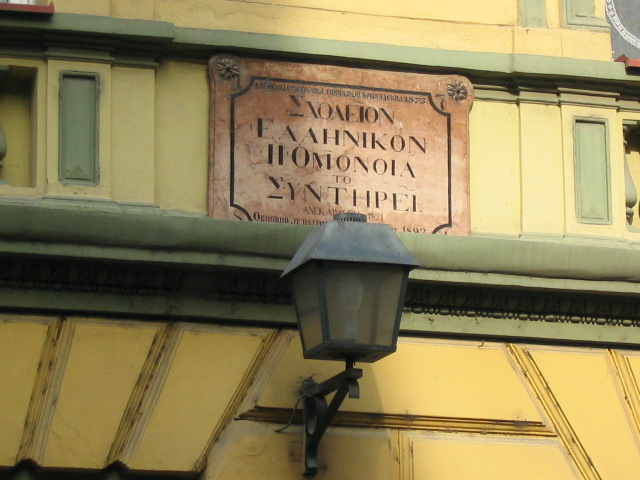
Plaque commémorative sur la façade (en grec)

Le bâtiment, situé 3 rue Grčkoškolska, a été construit en 1739 par la communauté grecque de Novi Sad ; en 1869, les Grecs en ont fait don au grand lycée serbe de la ville,.

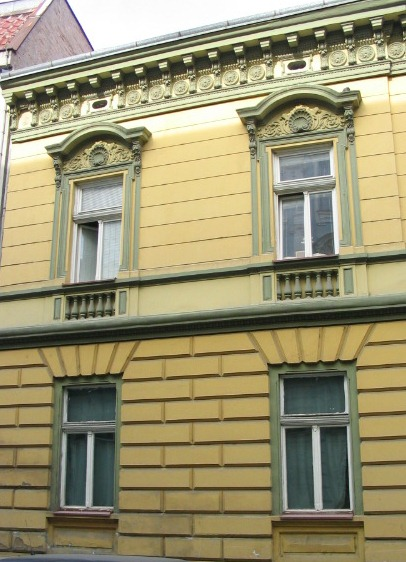
Détail de la façade

Il abrite aujourd'hui une polyclinique.